# Adrapsa alsusalis
Adrapsa alsusalis är en fjärilsart som beskrevs av Walker 1859. Adrapsa alsusalis ingår i släktet Adrapsa och familjen nattflyn. Inga underarter finns listade i Catalogue of Life.